# Site fossilifère de Messel
Le site fossilifère de Messel est une carrière désaffectée de schiste bitumineux.  En raison de sa richesse en fossiles, il a une grande importance géologique et scientifique. Il est classé au patrimoine mondial depuis 1995 par l'Unesco.

## Localisation
Le site de Messel est situé en Allemagne dans la Hesse à environ 35 km au sud-est de Francfort-sur-le-Main, près de Darmstadt.

## Hypothèse d'un rejet ancien de gaz volcaniques
La zone située aux alentours de Messel a vraisemblablement été active d'un point de vue tectonique pendant l'Éocène. Cela a abouti à l'hypothèse selon laquelle une éruption limnique telle que celle ayant eu lieu en 1986 au lac Nyos au Cameroun serait à l'origine de la grande quantité de fossiles d'espèces non aquatiques retrouvés. Les gaz volcaniques tels que le dioxyde de carbone et le sulfure d'hydrogène accumulés dans le lac auraient été libérés brutalement, tuant les individus les plus sensibles. Lors de ces rejets, les oiseaux et les chauves-souris volant trop près de la surface auraient été asphyxiés, de même que les espèces terrestres se trouvant trop près du rivage. La grande profondeur du lac aurait ensuite permis aux cadavres des animaux de couler dans des zones pauvres en bactéries et en oxygène où ils auraient été préservés, le lac étant à l'époque méromictique, avant d'être recouverts par des couches de boue qui se pétrifia par la suite, conduisant ainsi à une accumulation de fossiles exceptionnels par leur qualité, leur quantité, leur variété et leur conservation.

## Caractéristiques
Les schistes bitumineux se sont formés durant l'Éocène moyen, il y a 47 Ma environ. L'anoxie du milieu de dépôt a permis une préservation exceptionnelle (Konservat-Lagerstätte), mais le taux élevé de matières organiques dans le sédiment et les fossiles mêmes, provoque leur désagrégation à l'air libre, ce qui a amené les chercheurs à adopter une méthode de remplacement du sédiment par de la résine artificielle, procédé décrit en 1962 par le paléontologue Oskar Kuhn. Outre des squelettes totalement articulés et des contenus stomacaux, le site a livré les fossiles les plus divers jusqu'à des coléoptères préservés avec leurs couleurs. Le site fournit notamment des informations uniques sur les premières étapes de l'évolution des mammifères.

## Fossiles
Parmi les fossiles trouvés, on compte au début du XXIe siècle :  
- Plus de 10 000 poissons de nombreuses espèces ;
- 1 000 insectes aquatiques et terrestres ;
- Un grand nombre de petits mammifères (dont les plus beaux spécimens de Leptictidium) comprenant des chevaux pygmées, des souris, des primates (dont l'un des premiers, Darwinius masillae), des fouisseurs (opossums et tatous) et sept espèces de chauves-souris ;
- Un grand nombre d'oiseaux, en particulier des espèces prédatrices ;
- Des crocodiles, tortues, serpents et autres reptiles ;
- Des grenouilles, salamandres et autres amphibiens ;
- Plus de 31 espèces de plantes : feuilles de palmier, fruits, pollen, bois, noix, et grappes de raisin. Les pollens ne sont pas comptés.

### Mammifères
Parmi les milliers de squelettes retrouvés, on ne compte que cinq correspondant à des métathériens — ils se retirent en Amérique du Sud et en Australie; ils ne survivent qu'en Australie de nos jours — et aucun multituberculé — alors qu'ils évoluaient en abondance au Crétacé. Le site Messel montre la domination des placentaires. Ces derniers sont aisément reconnaissables aux yeux des paléontologues, même s'ils présentent encore des caractères archaïques, et peuvent être classifiés selon les sous-groupes modernes (voir Placentalia § Classification). 
Phylogénie simplifiée des Euthériens d'après Luo et al., 2011 :
|  | †Juramaia                                                                                   |
|  |                                                                                             |
|  | †Montanalestes                                                                              |
|  |                                                                                             |
|  | \| \| †Eomaia \| \| \| \| \| \| †Murtoilestes \| \| \| \| \| \| †Prokennalestes \| \| \| \| |
|  |                                                                                             |
|  | autres euthériens avec Placentalia                                                          |
|  |                                                                                             |
|  | †Eomaia                                                                                     |
|  |                                                                                             |
|  | †Murtoilestes                                                                               |
|  |                                                                                             |
|  | †Prokennalestes                                                                             |
|  |                                                                                             |

|  | †Eomaia         |
|  |                 |
|  | †Murtoilestes   |
|  |                 |
|  | †Prokennalestes |
|  |                 |

|  | (Marsupialia) |
|  |               |

|  | †Juramaia                                                                                   |
|  |                                                                                             |
|  | †Montanalestes                                                                              |
|  |                                                                                             |
|  | \| \| †Eomaia \| \| \| \| \| \| †Murtoilestes \| \| \| \| \| \| †Prokennalestes \| \| \| \| |
|  |                                                                                             |
|  | autres euthériens avec Placentalia                                                          |
|  |                                                                                             |
|  | †Eomaia                                                                                     |
|  |                                                                                             |
|  | †Murtoilestes                                                                               |
|  |                                                                                             |
|  | †Prokennalestes                                                                             |
|  |                                                                                             |

|  | †Eomaia         |
|  |                 |
|  | †Murtoilestes   |
|  |                 |
|  | †Prokennalestes |
|  |                 |

|  | (Marsupialia) |
|  |               |